# Eibach (Neurenberg)
Eibach is een plaats in de Duitse gemeente Neurenberg, deelstaat Beieren, en telt 8620 inwoners (2005).

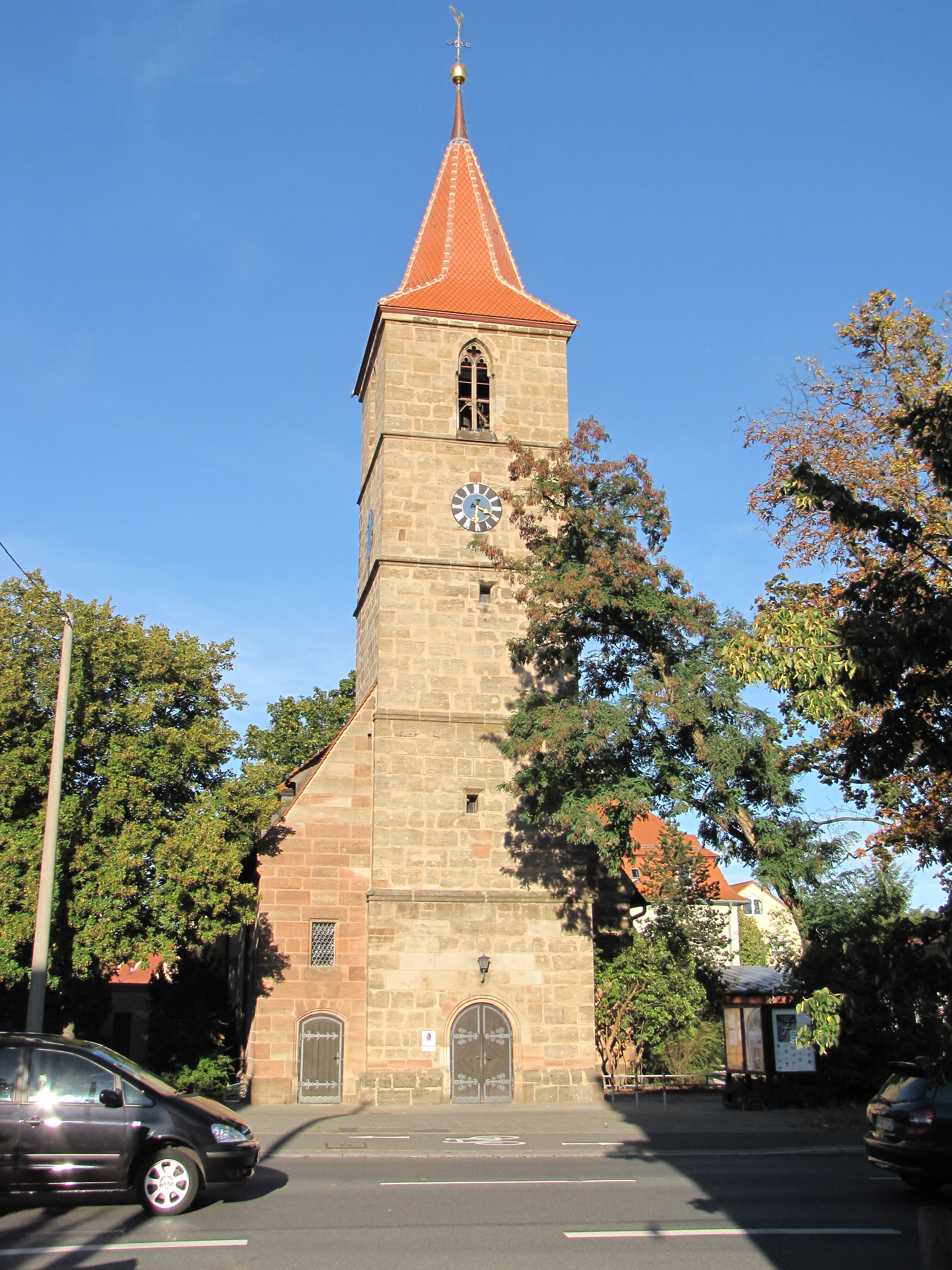
Kerk